# Titular (periodismo)

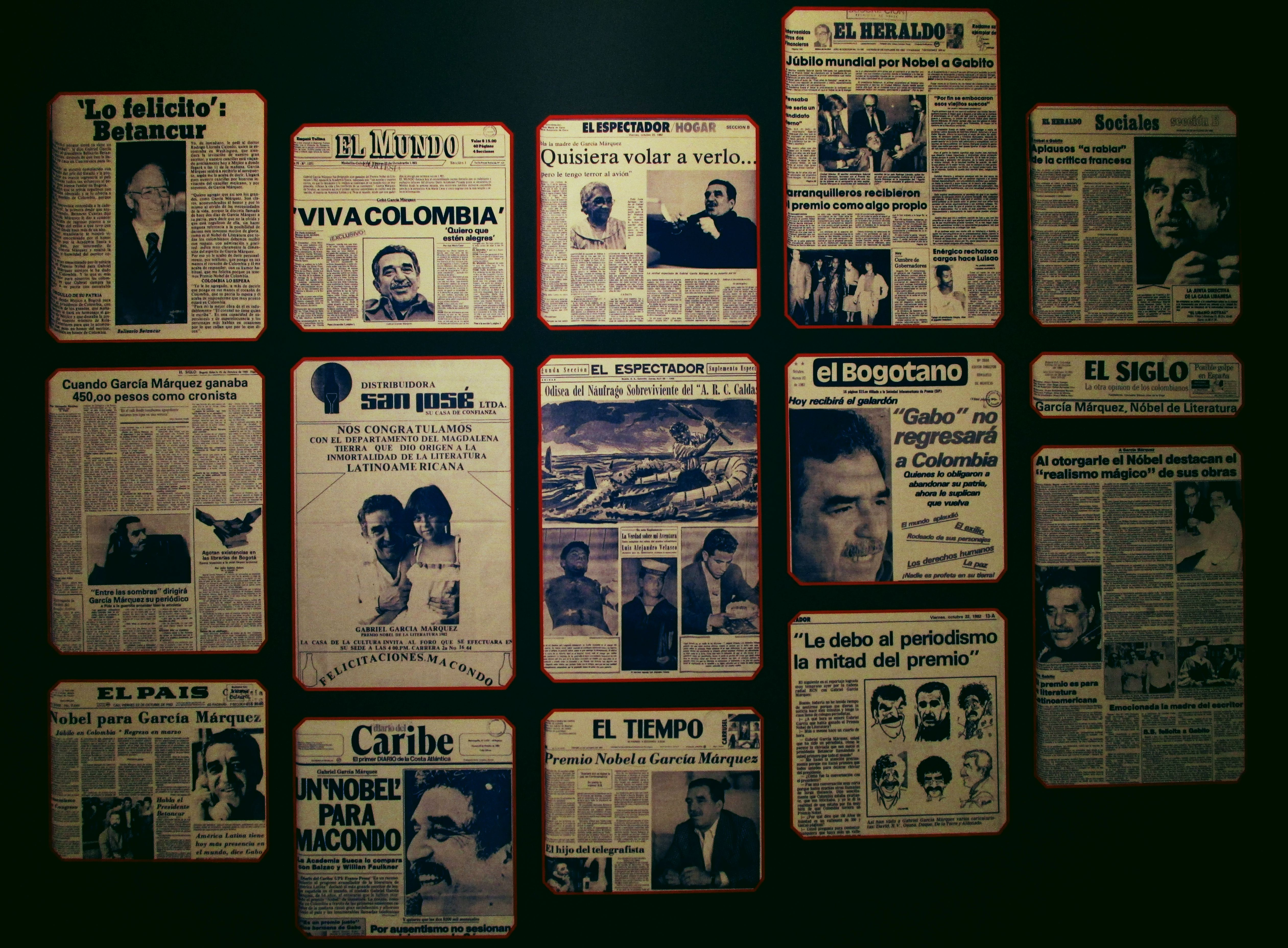
Titulares de artículos en varios medios impresos honrando a Gabriel García Márquez tras su muerte

Un titular, título o encabezamiento es el texto que indica el contenido o la naturaleza del artículo que se encuentra debajo de él, generalmente proporcionando una forma de breve resumen de su contenido.
El titular de primera plana en letra grande no se empezó a utilizar hasta finales del siglo XIX, cuando la mayor competencia entre periódicos llevó al uso de titulares que llamaran la atención.

## Producción
El propósito de un titular es llamar la atención rápida y brevemente sobre la historia. Por lo general, lo escribe un editor de estilo, pero también puede ser escrito por el escritor, el diseñador de diseño de página u otros editores. La historia más importante en la página principal arriba del pliegue puede tener un titular más grande si la historia es inusualmente importante. La portada del New York Times del 21 de julio de 1969 decía, por ejemplo, que "MEN WALK ON MOON" ("Hombres caminan en la luna"), con esas cuatro palabras en tamaño gigantesco repartidas de izquierda a derecha de los bordes de la página.
En los Estados Unidos, existen concursos de titulares patrocinados por la American Copy Editors Society, la National Federation of Press Women y muchas asociaciones de prensa estatales; algunos concursos consideran contenido creado y ya publicado, y otros son para trabajos escritos pensando en ganar.

## Tipología

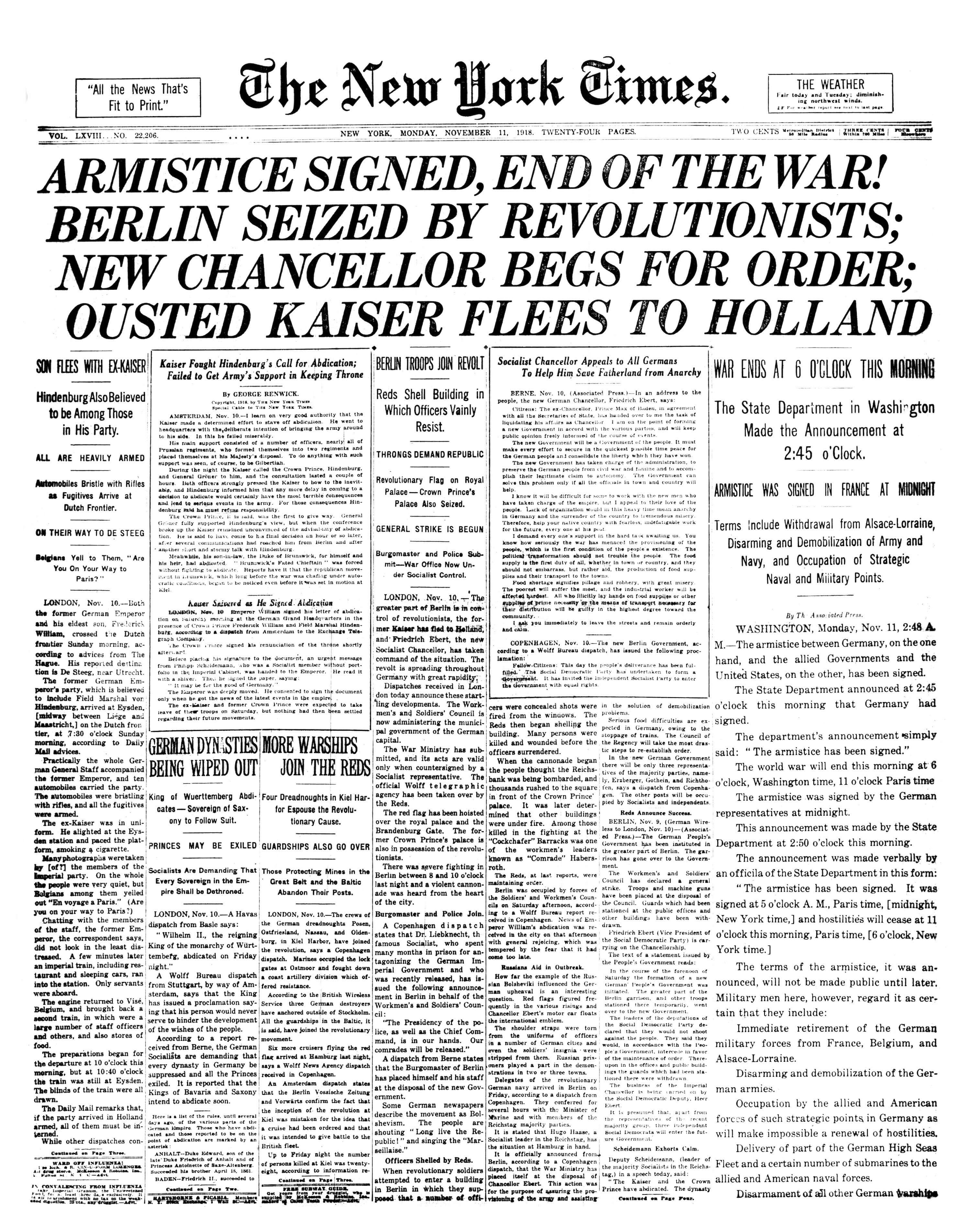
The New York Times utilizando un titular inusualmente grande para anunciar el armisticio del 11 de noviembre de 1918 al final de la Primera Guerra Mundial.

Una investigación de 1980 clasificó los titulares de los periódicos en cuatro amplias categorías: preguntas, órdenes, declaraciones y explicaciones. Los anunciantes y los especialistas en marketing clasifican los titulares publicitarios de forma ligeramente diferente en preguntas, comandos, beneficios, noticias/información y provocación.

## Investigación
Un estudio indica que ha habido un aumento sustancial de la negatividad del sentimiento y una disminución de la neutralidad emocional en los titulares de los medios de comunicación populares escritos en los EE. UU. desde 2000.
Los lectores de periódicos expertos "pasan la mayor parte de su tiempo de lectura escaneando los titulares, en lugar de leer [todas o la mayoría de] las historias".
Los titulares pueden sesgar a los lectores hacia una interpretación específica y los lectores luchan por actualizar su memoria para corregir conceptos erróneos iniciales en los casos de titulares engañosos o inapropiados.
Un enfoque investigado como una posible contramedida para la desinformación en línea es "adjuntar advertencias a los titulares de noticias que han sido cuestionadas por terceros verificadores de hechos", aunque sus problemas potenciales incluyen, por ejemplo, que los titulares falsos que no se etiquetan se consideran validados por lectores.

## Crítica

### Sensacionalismo, inexactitud y titulares engañosos

#### "Slam"
El uso de "slam" ("golpe") en los titulares ha atraído críticas sobre la base de que la palabra se usa en exceso y contribuye al sensacionalismo de los medios. Las imágenes violentas de palabras como "slam", "blast", "rip" y "bash" se han comparado con la lucha libre profesional, donde el objetivo principal es excitar al público con una narrativa cargada de conflicto y en gran medida predeterminada, en lugar de proporcionar una cobertura auténtica de hechos espontáneos.

### "Crash blossoms"
"Crash blossoms" es un término que se usa para describir titulares que tienen significados ambiguos indeseados, como el titular de The Times "Hospitals named after sandwiches kill five" ("Hospitales nombrados como sándwiches matan a cinco"). En inglés, la palabra named generalmente se usa en los titulares para significar "culpado/responsable/nombrado [en una demanda]", pero en este ejemplo parece decir que los nombres de los hospitales estaban relacionados con sándwiches. El titular se cambió posteriormente en la versión electrónica del artículo para eliminar la ambigüedad. El término fue acuñado en agosto de 2009 en el foro web Testy Copy Editors después de que el Japan Times publicara un artículo titulado "Violinist Linked to JAL Crash Blossoms" (retitulado como "Violinist shirks off her tragic image").

## Estilo

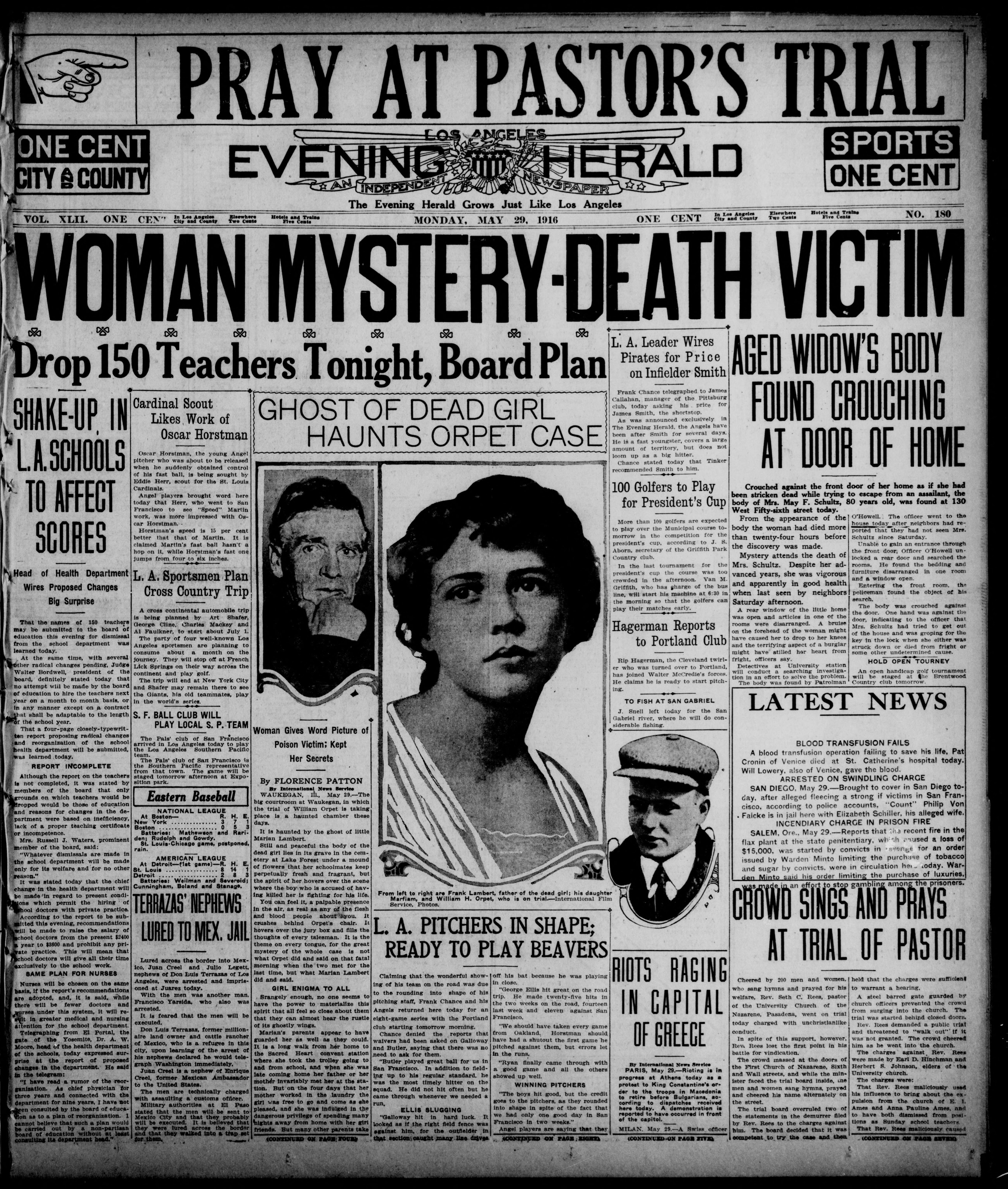
La escritura en modo de titulares tiene una larga historia. Este ejemplo es la portada de la edición de Los Angeles Herald del 29 de mayo de 1916.

Algunas publicaciones periódicas tienen sus propios estilos de titulares distintivos, como Variety y sus titulares de jerga de entretenimiento, el más famoso es "Sticks Nix Hick Pix".
Para ahorrar espacio y atraer la atención, los titulares a menudo usan palabras extremadamente cortas, muchas de las cuales no son de uso común, en formas inusuales o idiosincrásicas.

## Ejemplos famosos
Algunos titulares famosos en periódicos incluyen:
- WALL ST. LAYS AN EGG – Variety sobre el Lunes Negro (1929)
- STICKS NIX HICK PIX – Variety en un artículo sobre los cinéfilos rurales que preferían las películas urbanas (1935)
- DEWEY DEFEATS TRUMAN – Chicago Tribune reportando al ganador equivocado de las elecciones presidenciales de Estados Unidos de 1948
- FORD TO CITY: DROP DEAD - New York Daily News informando sobre la negación de un rescate federal para la Ciudad de Nueva York en bancarrota (1975)
- MUSH FROM THE WIMP: el titular de broma interno del Boston Globe para un editorial, que no se cambió antes de que se imprimieran 161,000 copias. Theo Lippman Jr. del Baltimore Sun declaró "Mush from the Wimp" el segundo titular de periódico más famoso del siglo XX, detrás de "Wall St. Lays an Egg" y por delante de "Ford to City: Drop Dead".[24]
- HEADLESS BODY IN TOPLESS BAR – New York Post sobre un asesinato local (1983)[25]
- SICK TRANSIT'S GLORIOUS MONDAY - Leyenda de la portada del New York Daily News en una foto (1979) que informa sobre un acuerdo para evitar aumentos de tarifas y proporcionar fondos federales, parafraseando la locución latina sic transit gloria mundi[26]
- GOTCHA – The Sun sobre el torpedeo del buque argentino Belgrano y el hundimiento de una cañonera durante la Guerra de las Malvinas (1982)
- GREAT SATAN SITS DOWN WITH THE AXIS OF EVIL – The Times (Reino Unido) sobre las conversaciones entre Estados Unidos e Irán (2007)[27]
- SUPER CALEY GO BALLISTIC CELTIC ARE ATROCIOUS – The Sun sobre el triunfo del Inverness Caledonian Thistle sobre el Celtic FC en la Copa de Escocia; un juego de palabras derivado de Supercalifragilisticexpialidocious[28]
- WIR SIND PAPST ("SOMOS PAPA" en alemán); Bild después de que un alemán fuera elegido Papa Benedicto XVI en 2005.

El editor de The New Republic, Michael Kinsley, inició un concurso para encontrar el titular de periódico más aburrido.  Según él, ninguna entrada superó a la que lo inspiró a crear el concurso: "WORTHWHILE CANADIAN INITIATIVE", sobre una columna de Flora Lewis en The New York Times. En 2003, New York Magazine publicó una lista de once "grandes titulares de tabloides".